# Мурумби, Джозеф
Джозеф Зузарте Мурумби (англ. Joseph Zuzarte Murumbi; 1911, Британская Восточная Африка — 22 июня 1990, Найроби, Кения) — кенийский государственный деятель, вице-президент (1966) и министр иностранных дел (1964—1966) Кении.

## Биография
Мурумби родился в семье корейского трейдера и первые 16 лет своей жизни провел в Индии.
Перебравшись в Кению из Британии, где работал переводчиком в посольстве Марокко в Лондоне, вступил в Союз африканцев Кении. После введения 20 октября 1952 г. в стране чрезвычайного положения и ареста руководителей партии Мурумби оказался во главе ее руковолства в качестве исполняющего обязанности Генерального секретаря. Сыграл ключевую роль в обеспечении задержанных помощью адвокатов и открыто высказался против сохранения британского владычества в Кении через индийских СМИ.
После провозглашения независимости страны в 1963 г. принимал участие в разработке первой Конституции.
В 1964—1966 годах Мурумби занимал пост министра иностранных дел, а с мая по ноябрь 1966 г. — вице-президента Кении. Многое сделал для широкого дипломатического признания страны. 
Однако его отношения с президентом Кениатой быстро ухудшались из-за растущего авторитаризма и коррумпированнсти главы государства. Но главное причиной было решение Кениаты отказаться от социалистического пути развития и использовать в управлении подходы капиталистических государств. В частности, ключевая программа развития — Сессионный документ № 10 был составлен американскими консультантами.
В ноябре 1966 г. было официально объявлено об отставке вице-президента Кении по официальной вресии «по состоянию здоровья».
После ухода из политики Мурумби стал исполняющим обязанности председателя кенийского национального архива, а затем — с Аланом Донованом — соучредителем фонда «Африканское наследие», который стал крупнейшей панафриканской картинной галереей на континенте.
Мурумби был страстным коллекционером. Приобрел свыше 50 000 книг. Национальный архив Кении создал библиотеку, содержащую 8000 редких книг, переданных после смерти политика. Также в архиве была открыта «галерея Мурумби», в ней собраны различные африканские артефакты из его личной коллекции.